# Program Voyager
Program Voyager (angleško Voyager program, dobesedno »program popotnik«) je ameriški raziskovalni vesoljski program, ki ga sestavljata vesoljski sondi Voyager 1 in Voyager 2, izstreljeni leta 1977. Glavni cilj robotske odprave je bil izkoristiti ugoden položaj Jupitra in Saturna za mimolet in zbiranje podatkov o dotlej slabo poznanih planetih. Voyager 2 so kasneje usmerili še proti Uranu in Neptunu, medtem ko je Voyager 1 zapustil ravnino ekliptike. Merilni instrumenti na sondah so razkrili nova dejstva o preučevanih planetih in njihovih naravnih satelitih. Sondi sta denimo poslali prve barvne fotografije površja Jupitra in Saturna, s katerimi so astronomi kartirali zapletene vzorce oblakov in nevihtnih sistemov plinastih velikanov, odkrili Jupitrove obroče in zaznali vulkansko aktivnost na Jupitrovi luni Jo, prvi podatek o vulkanski aktivnosti na drugem nebesnem telesu. Kartirali sta tudi zapleteno zgradbo Saturnovih obročev. Voyager 2 je odkril še močno magnetno polje okrog Urana in 10 novih naravnih satelitov, ob mimoletu Neptuna pa znova obroče, šest novih naravnih satelitov in magnetno polje, ki tvori obsežne, kompleksne avrore v njegovi atmosferi.
Sondi sta zdaj najbolj oddaljena predmeta človeške izdelave in 48 let po izstrelitvi še vedno delujeta ter pošiljata podatke. Sta tudi prva predmeta človeške izdelave, ki sta zapustila heliosfero, območje vesolja z neposrednim vplivom Sonca, in vstopila v medzvezdni prostor – najprej leta 2012 hitrejši Voyager 1 in nato leta 2018 še Voyager 2. Konec oktobra 2022 je Voyager 1 potoval s hitrostjo 17 km/s relatvno na Sonce in se nahajal približno 23,5 milijona kilometrov (157 AU) od Sonca, Voyager 2 pa s hitrostjo 15,4 km/s približno 19,6 milijonov kilometrov (131 AU) od Sonca. Če opredelimo Osončje kot območje Vesolja, kjer nebesna telesa krožijo okrog Sonca, sta obe sondi še globoko znotraj tega območja. Zapustili ga bosta šele ob prečkanju Oortovega oblaka čez 14.000 do 28.000 let.

## Potek programa
Sondi, enaki po zgradbi, sta bili sprva zasnovani v okviru programa Mariner ter poimenovani Mariner 11 in Mariner 12, nato pa so ju zaradi razlik oddelili v poseben program »Mariner Jupiter-Saturn«, kasneje preimenovan v Voyager.
Zasnova je bila podobna programu Planetarni Grand Tour, ki so ga načrovali v poznih 1960. in zgodnjih 1970. letih, da bi izkoristili ugodno poravnavo zunanjih planetov Osončja v poznih 1970. letih, ki jo je odkril inženir Gary Flandro iz Laboratorija za reaktivni pogon. Taka poravnava se zgodi vsakih 175 let in omogoča uporabo gravitacijskega manevra, ki bi močno pospešil pot do zunanjih planetov Osončja. Planetarni Grand Tour je bil ukinjen zaradi nezadostnega financiranja, je pa bilo mnogo njegovih elementov vključenih v program Voyager.
Prvi je bil izstreljen Voyager 2, 20. avgusta 1977. Njegov tir je bil načrtovan za mimolet Jupitra, Saturna, Urana in Neptuna. Voyager 1 so izstrelili nekaj tednov kasneje, a po krajšem in hitrejšem tiru, ki je omogočil optimalen mimolet Saturnove lune Titan, zanimive zaradi velikosti in goste atmosfere. Ta mimolet je preusmeril sondo stran od ravnine ekliptike in končal planetarni del odprave. Načrtovali so tudi nekaj rezervnih scenarijev; tako bi pot Voyagerja 2 preusmerili k Titanu, če bi Voyager 1 zgrešil cilj, in opustili obisk Urana ter Neptuna. V tem primeru bi lahko Voyager 1 obrnili proti Plutonu, Urana in Neptuna pa tudi ta ne bi mogel doseči.
V 1990. letih je Voyager 1 prehitel počasnejši sondi Pioneer 10 in Pioneer 11 in postal od Zemlje najbolj oddaljeni predmet človeške izdelave, rekord, ki ga ne bo presegel noben obstoječ ali zaenkrat načrtovan predmet. Sonda New Horizons je imela višjo izhodiščno hitrost, a je Voyager 1 hitrejši od nje zaradi pospeška, ki ga je pridobil ob mimoletu Jupitra in Saturna. Voyager 1 in Pioneer 10 potujeta v približno nasprotni smeri od Osončja, zato sta med seboj najbolj oddaljena predmeta človeške izdelave. Poleg množice kakovostnih fotografij planetov in lun, ki sta jih poslali sondi, je znamenita še fotografija Zemlje, t. i. »Bleda modra pika«. Ta je nastala leta 1990, ko so Voyagerja 1 na predlog astronoma Carla Sagana obrnili in z oddaljenosti približno šest milijard kilometrov posneli drobno piko s kotno velikostjo manj kot en piksel, kot ponazoritev naše majhnosti v prostranosti Vesolja.
Voyager 1 je decembra 2004 zaznal, da je prešel t. i. terminacijski šok, kjer se Sončev veter močno upočasni, ter vstopil v ovojnico heliosfere, kjer je Sončev veter stisnjen in turbulenten zaradi interakcij z medzvezdno snovjo. Tri leta kasneje je to območje dosegel tudi Voyager 2, približno 1,6 milijarde km bližje Soncu kot Voyager 1, dokaz, da je Osončje nesimetrično. Leta 2010 je nato Voyager 1 zaznal, da se je Sončev veter ustavil, kar je nakazalo, da je blizu medzvezdnega prostora. Iz podatkov Voyagerjev so fiziki razbrali, da ovojnica ni gladka, temveč napolnjena z orjaškimi magnetnimi mehurji, ki domnevno nastanejo zaradi izkrivljanja Sončevega magnetnega polja na robu Osončja. Do leta 2018 sta obe sondi prečkali heliopavzo in vstopili v medzvezdni prostor.
Obe sondi kljub skoraj izpraznjenim rezervam energije še vedno pošiljata podatke o sestavi medzvezdnega medija na Zemljo. Da bi podaljšali njuno življenjsko dobo in dosegli skrajne meje mogočega, nadzorniki počasi izklapljajo merilne instrumente. Edini način za komunikacijo so postaje programa Deep Space Network v Avstraliji, ameriški Kaliforniji in Španiji. Pri tem lahko Voyager 2 komunicira le s postajo v Canberri, ki so jo morali leta 2020 nadgraditi, da lahko nadaljuje s spremljanjem šibkih signalov oddaljene sonde. Na obeh Voyagerjih naj bi deloval vsaj po en merilni instrument do leta 2025, potem pa bosta njuna vira energije preveč izrabljena za vzdrževanje.

## Zgradba sond
Sondi sta enaki, težki 773 kg, od česar 105 kg predstavljajo merilne naprave. Največji del je 3,66 m širok krožnik za usmerjeno anteno z velikim ojačanjem za komunikacijo z nadzornimi sistemi na Zemlji. Iz ogrodja vsak v svojo smer približno pravokotno na krožnik štrlijo trije jamborji, eden s kamerami in tipali za nabite delce, drug z magnetometrom za šibka polja in tretji z radioizotopskimi termoelektričnimi generatorji, ki zagotavljajo električno energijo za delovanje in segrevanje tipal. Pod krožnikom je pritrjen še par 10-metrskih bičastih anten za radijske in plazemske valove. Potisk za spreminjanje orientacije in smeri zagotavlja 16 potisnikov na hidrazin, občutljivi nadzorni sistemi pa so zaščiteni s termalnimi prevlekami.

### Voyagerjeva zlata plošča
Na vsako sondo je pritrjena zlata gramofonska plošča zvokov Zemlje, ki predstavlja nekakšno časovno kapsulo z informacijami o našem planetu ter človeštvu za nezemljane, ki bi morebiti prestregli plovilo v daljni prihodnosti, po zgledu ploščic s sond Pioneer 10 in 11. Zamisel zanju je prav tako podal Carl Sagan, ki je ob producentu Timothyju Ferrisu vodil izbor podatkov in izdelavo.
Plošča vsebuje 115 analogno zakodiranih fotografij, pozdrave v 55 jezikih, 12-minutni kolaž zvokov Zemlje in 90 minut glasbenih posnetkov. Na ovitku je simbolna upodobitev navodil za predvajanje plošče in dekodiranje slik, ob njih pa še slika položaja Sonca, enaka kot na ploščicah s Pioneerjev.